# Паршивлюк, Сергей Викторович
Серге́й Ви́кторович Паршивлю́к (18 марта 1989, Москва, СССР) — российский футболист, защитник.
Сергей является воспитанником московского «Спартака», после пяти лет игры в юношеских и молодёжных составах дебютировал в основе в поединке 15-го тура Премьер-Лиги 2007 года против «Зенита». Постепенно Паршивлюк выиграл конкуренцию за место на правом фланге обороны и стал основным защитником «красно-белых». За девять сезонов Сергей трижды становился серебряным призёром чемпионата России и ещё два раза попадал в символический список 33 лучших игроков РФПЛ.

## Карьера

### Ранние годы
Родился 18 марта 1989 года в Москве. В возрасте 7 лет пришёл в футбольную школу «Спартака», куда попал благодаря своему другу, Андрею Певцову, чей отец привёл сына на просмотр в спартаковскую школу, однако в клуб попал только Паршивлюк. Тренировался у Валентина Ивакина. Также одним из его тренеров был известный футболист и тренер Александр Ярцев. Начинал играть на позиции нападающего, однако не добился в атаке больших успехов и со временем стал игроком обороны. В число особо одарённых не входил. Но благодаря трудолюбию и огромному желанию окончил школу и попал в дубль «Спартака»:

В спартаковской школе много было ребят талантливее, чем я. И их пример того, как можно себя загубить, постоянно подстёгивал. Те ребята считали, что уже всего достигли в футболе. И ни один из них так толком и не заиграл. Кто-то во второй лиге сейчас бегает, кто-то вообще закончил. Меня же тоже после школы не хотели брать в дубль — я вроде бы не подавал больших надежд. Я, честно говоря, понимал, что особо ничем не выделяюсь, но был уверен, что способен прибавить. Да и 10 лет играл, трудился в школе и просто не мог допустить, чтобы это время закончилось ничем. В итоге на помощь пришли агенты. Они убедили руководство «Спартака», что мне нужно дать ещё один шанс. Как оказалось, не зря просили. В дубле я пробыл недолго. На сборе уже после первой тренировки меня пригласили потренироваться с главной командой.

### Сезон 2007
21 июля 2007 года в матче чемпионата России против «Зенита», заменив на 51 минуте матча Мартина Йиранека дебютировал за «красно-белых». Эта игра закончилась со счётом 3:1 в пользу «Спартака». В первом для себя сезоне выиграл серебряные медали Чемпионата России по футболу. Всего в 2007 году трижды появлялся в составе первой команды.

### Сезон 2008
Сезон 2008 начал с матчей Кубка УЕФА против «Олимпик Марселя», в которых выходил на поле с первых минут из-за травм защитников основного состава — Мартина Йиранека и Романа Шишкина. После этого, прочно «застолбил» за собой место правого защитника в стартовом составе. «Спартак» в этом сезоне занял лишь 8 место и не попал в зону еврокубков. Всего в 2008 году в чемпионате России Сергей принял участие в 18 матчах, получив 3 жёлтых карточки.

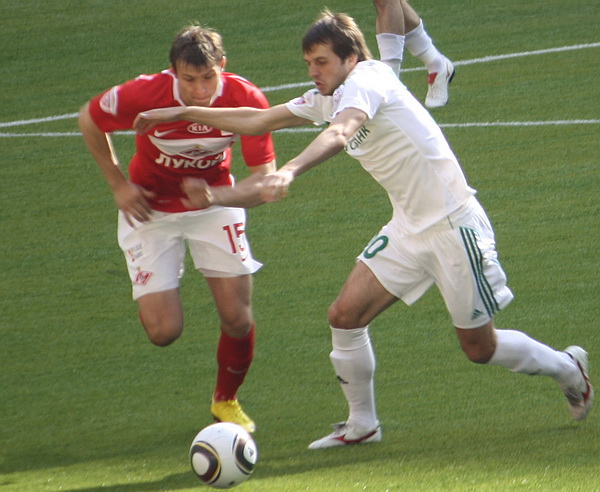
Паршивлюк в борьбе за мяч

### Сезон 2009
Сезон 2009 начался с матча с «Зенитом» в этой игре получил первую жёлтую карточку в новом сезоне, а матч закончился со счётом 1:1. 24 октября 2009 года в матче против подмосковных «Химок» забил свой первый гол в основном составе «Спартака». Посвятил гол родителям и любимой девушке.
В чемпионате России «Спартак» занял второе место, тем самым завоевав право на участие в групповом этапе Лиги чемпионов.

### Сезон 2010

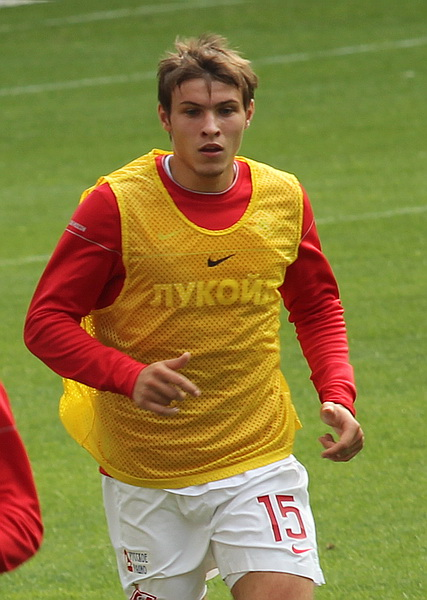
Паршивлюк в 2010 году

11 сентября 2010 года в матче против «Сатурна», после замены Алекса, Паршивлюк впервые надел капитанскую повязку «Спартака». 19 октября 2010 года на матч группового этапа Лиги чемпионов против «Челси» вывел «Спартак» в качестве капитана команды, эту встречу «Спартак» проиграл со счётом 0:2. 23 октября 2010 года в матче 25 тура чемпионата против «Сибири» получил серьёзную травму. Медобследование показало серьёзное повреждение связочного аппарата правого коленного сустава, в связи с этим сезон 2010 года для Паршивлюка был закончен.

### Сезон 2011/12
21 мая 2011 года впервые после травмы вышел на поле в официальной игре за «Спартак». Спустя две недели вышел в стартовом составе «красно-белых» в матче с «Рубином»; при этом играл на позиции центрального защитника. В июле заболел ветряной оспой и не тренировался две недели.
14 ноября 2011 год Паршивлюк продлил контракт со «Спартаком» до 30 июня 2016 года.
В начале 2012 года Паршивлюк получил очередную травму и выбыл на 6 месяцев. Во время матча 39-го тура чемпионата России с «Рубином» (2:0) посетил фанатский сектор болельщиков, где поучаствовал в роли «заводящего» трибун.

### Сезон 2012/13
18 июля 2012 года на тренировке в Тарасовке Сергей Паршивлюк без игрового контакта с другими футболистами, наступив на мяч, в коленном суставе подвернул ранее оперированную ногу и не смог продолжить занятие. После осмотра и оказания первой помощи медицинский штаб поставил предварительный диагноз: подозрение на повторный разрыв крестообразной связки правого коленного сустава. 20 июля 2012 года Паршивлюку была сделана операция. Стало известно, что он выбыл на срок от 6 до 8 месяцев.
В начале 2013 года Паршивлюк восстановился после тяжелой травмы и приступил к тренировкам. Проведя 2 матча за дублирующий состав «Спартака», 25 апреля 2013 года почувствовал дискомфорт в колене, на котором в августе прошлого года ему была сделана операция на крестообразных связках.

### Сезон 2013/14

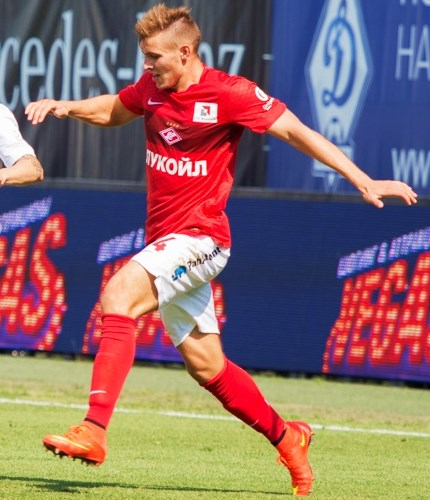
Паршивлюк в «дерби» против московского «Динамо»

22 сентября 2013 года в 9 туре чемпионата в матче между «Спартаком» и ЦСКА забил свой второй гол в карьере и помог выиграть своей команде 3:0.
15 мая 2014 года в финальном туре чемпионата в матче между «Спартаком» и Динамо (3:2) на 71 минуте забил свой третий гол в карьере и сравнял счёт 2:2.

### Сезон 2014/15
5 сентября 2014 года участвовал в матче открытия первого в истории «Спартака» стадиона. Под руководством Мурата Якина клуб сыграл вничью 1:1 с сербской командой «Црвена Звезда». Паршивлюк был включён в стартовый состав.

### Сезон 2015/16
В следующем сезоне у игрока случился конфликт с Дмитрием Аленичевым, из-за чего пришлось сперва выступать за фарм-клуб «Спартак-2», а потом и вовсе покинуть команду, перейдя в «Анжи»:
«Если брать уход из «Спартака», то травмы к этому не имели никого отношения. За год до этого отыграл сезон, забил два гола, четыре голевых отдал — для защитника крайнего неплохо. Плюс вызывался в сборную. Поэтому говорить о травмах в контексте того времени неправильно. Это был просто конфликт, который перерос во что-то большее. И на этом фоне был один выход: либо я, либо он (Дмитрий Аленичев). Понятно, что тренер на первом месте», — рассказал защитник в программе «Тает лед».

### «Динамо» (Москва)
24 июня 2019 года перешёл в московское «Динамо». Соглашение заключено на два года с возможностью продления ещё на один год. В прошедшем сезоне футболист защищал цвета «Ростова», в составе которого провёл 24 матча и забил 1 гол.
В июне 2023 года продлил контракт до окончания сезона 2023/24.
В июне 2024 года, объявил о завершении спортивной карьеры.

## Сборная
Паршивлюк выступал за молодёжную сборную России, проведя в составе команды 10 игр.
1 октября 2010 года был вызван в сборную России на отборочные игры чемпионата Европы по футболу 2012 с Македонией и Ирландией, заменив в составе травмированного Дениса Колодина. Сам Сергей сказал, что для него этот вызов стал неожиданным.
3 сентября 2014 года дебютировал за сборную России, заменив на 71 минуте товарищеского матча против сборной Азербайджана Дмитрия Комбарова.

## Игровые характеристики
Согласно оценке футбольных критиков, Паршивлюк отличается хладнокровием на поле, обладает высокой скоростью, цепкостью в борьбе за мяч и хорошей работоспособностью. Особо отмечаются лидерские качества защитника.

## Личная жизнь

### Семья
Сергей Паршивлюк родился в семье воспитательницы детского сада и охранника. Женат. Жена Маргарита. В августе 2012 родилась дочь Анна.

### Образование
Сергей хорошо учился в школе, закончив 9 классов с отличием, а одиннадцатый — с одной четвёркой.

## Статистика

### Клубная
| Клуб             | Сезон            | Лига | Лига | Кубок | Кубок | Еврокубки | Еврокубки | Итого | Итого |
| Клуб             | Сезон            | Игры | Голы | Игры  | Голы  | Игры      | Голы      | Игры  | Голы  |
| ---------------- | ---------------- | ---- | ---- | ----- | ----- | --------- | --------- | ----- | ----- |
| Спартак (Москва) | 2007             | 2    | 0    | 0     | 0     | 2         | 0         | 4     | 0     |
| Спартак (Москва) | 2008             | 18   | 0    | 2     | 0     | 9         | 0         | 29    | 0     |
| Спартак (Москва) | 2009             | 21   | 1    | 1     | 0     | —         | —         | 22    | 1     |
| Спартак (Москва) | 2010             | 21   | 0    | 1     | 0     | 3         | 0         | 25    | 0     |
| Спартак (Москва) | 2011/12          | 19   | 0    | 1     | 0     | 1         | 0         | 21    | 0     |
| Спартак (Москва) | 2012/13          | 0    | 0    | 0     | 0     | 0         | 0         | 0     | 0     |
| Спартак (Москва) | 2013/14          | 25   | 2    | 1     | 0     | 1         | 0         | 27    | 2     |
| Спартак (Москва) | 2014/15          | 26   | 0    | 2     | 0     | —         | —         | 28    | 0     |
| Спартак (Москва) | 2015/16          | 16   | 0    | 1     | 0     | —         | —         | 17    | 0     |
| Спартак (Москва) | Итого            | 148  | 3    | 9     | 0     | 16        | 0         | 173   | 3     |
| → Спартак-2      | 2016/17          | 7    | 0    | —     | —     | —         | —         | 7     | 0     |
| → Спартак-2      | Итого            | 7    | 0    | —     | —     | —         | —         | 7     | 0     |
| Анжи             | 2016/17          | 19   | 0    | 1     | 0     | —         | —         | 20    | 0     |
| Анжи             | Итого            | 19   | 0    | 1     | 0     | —         | —         | 20    | 0     |
| Ростов           | 2017/18          | 29   | 1    | 2     | 1     | —         | —         | 31    | 2     |
| Ростов           | 2018/19          | 24   | 1    | 2     | 0     | —         | —         | 26    | 1     |
| Ростов           | Итого            | 53   | 2    | 4     | 1     | —         | —         | 57    | 3     |
| Динамо (Москва)  | 2019/20          | 17   | 0    | 0     | 0     | —         | —         | 17    | 0     |
| Динамо (Москва)  | 2020/21          | 22   | 0    | 2     | 0     | 1         | 0         | 25    | 0     |
| Динамо (Москва)  | 2021/22          | 19   | 0    | 5     | 0     | —         | —         | 24    | 0     |
| Динамо (Москва)  | 2022/23          | 19   | 1    | 4     | 0     | —         | —         | 23    | 1     |
| Динамо (Москва)  | 2023/24          | 15   | 0    | 6     | 0     | —         | —         | 21    | 0     |
| Динамо (Москва)  | Итого            | 92   | 1    | 17    | 0     | 1         | 0         | 110   | 1     |
| Всего за карьеру | Всего за карьеру | 319  | 6    | 31    | 1     | 17        | 0         | 367   | 7     |

### В сборной
| № | Дата            | Оппонент    | Счёт | Соревнование             |
| - | --------------- | ----------- | ---- | ------------------------ |
| 1 | 4 сентября 2014 | Азербайджан | 4:0  | Товарищеский матч        |
| 2 | 12 октября 2014 | Молдова     | 1:1  | Отборочные матчи ЧЕ-2016 |
| 3 | 15 ноября 2014  | Австрия     | 0:1  | Отборочные матчи ЧЕ-2016 |

Итого: 3 матча / 0 голов; 1 победа, 1 ничья, 1 поражение.

## Достижения

### Командные
«Спартак» (Москва)
- Серебряный призёр чемпионата России (3): 2007, 2009, 2011/12

«Динамо» (Москва)
- Бронзовый призёр чемпионата России (2): 2021/22, 2023/24

### Личные
- В списках 33 лучших футболистов чемпионата России (2): № 2 (2009, 2010)
- Лауреат премии «Открытие сезона»: 2010[32]